# Punta de la Creu (Flix)
La Punta de la Creu és una muntanya de 296 metres que es troba al municipi de Flix, a la comarca catalana de la Ribera d'Ebre.